# یانیا گارنبرت
یانیا گارنبرت (اسلوونیایی: Janja Garnbret; ۱۲ مارس ۱۹۹۹) سنگ‌نورد زن اهل اسلوونی است.